# ویلیام ئی. چندلر
ویلیام ئی. چندلر (به انگلیسی: William Eaton Chandler) سناتور سابق عضو حزب جمهوری‌خواه ایالات متحده آمریکا بود. وی در سال ۱۸۸۷ تا ۱۸۸۹ و ۱۸۸۹ تا ۱۹۰۱ میلادی سناتور ایالت نیوهمپشایر در سنای ایالات متحده آمریکا بود.